# Неопланта (грожђе)
Неопланта је сорта белог грожђа која води порекло из Срема у Србији. Настала је укрштањем аутохтоних сорти смедеревка и траминац. Гаји се на свега 5-6 хектара и касније зри. Има мирис који подсећа на мускат. Од неопланте се добија вино изразито слатког укуса са појачаним уделом алкохола.